# Municipio de Driftwood (Kansas)
El municipio de Driftwood (en inglés: Driftwood Township) es un municipio ubicado en el condado de Rawlins en el estado estadounidense de Kansas. En el año 2010 tenía una población de 74 habitantes y una densidad poblacional de 0,4 personas por km².

## Geografía
El municipio de Driftwood se encuentra ubicado en las coordenadas 39°57′56″N 101°5′00″O / 39.96556, -101.08333. Según la Oficina del Censo de los Estados Unidos, el municipio tiene una superficie total de 185.66 km², de la cual 185,62 km² corresponden a tierra firme y (0,02 %) 0,04 km² es agua.

## Demografía
Según el censo de 2010, había 74 personas residiendo en el municipio de Driftwood. La densidad de población era de 0,4 hab./km². De los 74 habitantes, el municipio de Driftwood estaba compuesto por el 95,95 % blancos, el 4,05 % eran de otras razas. Del total de la población el 6,76 % eran hispanos o latinos de cualquier raza.